# Несаница (филм из 2002)
Несаница (енгл. Insomnia) је амерички психолошки трилер из 2002. године у режији Кристофера Нолана, a по сценарију Хилари Зајц. У главним улогама су Ал Пачино, Робин Вилијамс, Хилари Сванк, Мора Тирни, Мартин Донован, Ники Кат и Пол Дули. Филм је заснован на истоименом норвешком трилеру из 1997. године и представља римејк тог филма. Радња филма прати једног полицијског детектива из Лос Анђелеса и његовог помоћника који су позвани у Најтмјут, у Аљасци, да истраже убиство 17-годишње девојке.
Филм је премијерно приказан 3. маја 2002. на филмском фестивалу Трајбека, док је у америчким биоскопима објављен 24. маја исте године. Остварио је добар финансијски приход на благајнама прикупивши преко 113 милиона долара широм света, у поређењу са продукцијским буџетом који је износио 46 милиона долара. Филм је добио похвале од стране критичара за сценарио, кинематографију, режију и глуму, а посебно су хваљене изведбе Пачина и Вилијамса.

## Радња
У малом градићу Најтмјут у Аљасци,17-годишња Кеј Конел пронађена је убијена. Вил Дормер и Хап Екхарт, детективи из Лос Анђелеса, позвани су да помогну локалној полицији у истрази убиства, на захтев шефа полиције Најтмјута, Чарлија, старог Дормеровог колеге. Ели Бер, млада локална детективка која је такође и велики љубитељ Дормерових истражних радова, покупи их аутомобилом кад стигну. Унутрашња полиција у Лос Анђелесу истражује један од прошлих Дормерових случајева. Екхарт открива Дормеру да ће сведочити против њега у замену за имунитет, на шта Дормер одговара да би многи криминалци којима је помогао да се осуде користећи лажне доказе могли бити ослобођени ако се случајеви поново отворе.
Дормер, Ели, Екхарт и још неколико локалних полицајаца чекају из заседе на месту злочина да се појави осумњичени. Када га коначно угледају осумњичени бежи у колибу, а потом кроз тајни тунел који се налазио у колиби бежи далеко у маглу, пуцајући једном од полицајаца у ногу. Дормер угледа у магли неког како се креће и упуца га својим резервним пиштољем. Трчећи према палом човеку мислећи да је убица, Дормер узима пиштољ .38 који је осумњичени испустио. Тада открива да је заправо пуцао у свог партнера Екхарта. Због Екхартовог неизвесног сведочења, Дормер зна да из унутрашњости никада неће поверовати да је пуцњава била несрећа, па тврди да је Екхарта упуцао осумњичени. Не спомињући да има пиштољ .38 којег је Екхарт испустио. Ели је задужена за истрагу пуцњаве у којој је страдао детектив Екхарт, а њен тим проналази метак калибра .38 који је погодио локалног полицајца. Те ноћи, Дормер се упутио до уличице и испалио метак из пиштоља .38 у леш пса, а затим је извадио и очистио метак. Дормер замењује метак од .38 са метком из пиштоља .39.
У наредних неколико дана Дормера мучи несаница, проузрокована његовом кривицом за убиство свог партнера Екхарта и погоршана сталним одсјајем ноћног сунца. Недуго затим Дормер почиње да прима анонимне телефонске позиве убице, који тврди да је био сведок Дормеровог убиства свог партнера. Када полиција сазна да је Кеј била велика обожаватељка локалног писца криминалистичких романа, Волтера Финча, Дормер провали у Финчев стан. Финч стиже кући, схвата да је полиција провалила у његов стан и бежи.
Финч контактира Дормера и договара састанак на трајекту. Финч од Дормера жели помоћ у пребацивању сумње за убиство на Кејиног насилног дечка Рендија Стеца, јер како тврди он није убица ништа више од њега. Дормер даје Финчу савете у вези са полицијским испитивањем које га очекује.
Финч назове Дормера и каже му да је Кејина смрт била несрећан случај; претукао ју је на смрт у налету беса након што је она почела непрестано да се смеје. Следећег дана, Финч даје лажна сведочења у полицијској станици. Када Финч почне да тврди да Ренди код себе има пиштољ, Дормер схвата да је Финч подметнуо пиштољ у Рендијевој кући. Ренди је недуго затим ухапшен када је пиштољ пронађен у његовој кући. Финч моли Ели да сутрадан дође у његову кућу на језеру и прикупи писма која указују на то да је Ренди злостављао Кеј.
Ели се враћа на место Екхартове смрти и проналази метак из пиштоља .39, који се не подудара са врстом који је наводно пронађен у Екхартовог телу. Чита своју личну студију случаја из истраге у којој је учествовао Дормер и сазнаје да је однео резервни пиштољ са тим метком, што ју је навело да посумња у то да је пуцао у Екхарта. У међувремену, током последње ноћи боравка у хотелу Дормер се поверио власници хотела, Рејчел Клемент, у вези са истрагом унутрашњих послова како је измислио доказе да би осудио педофила за којег је био сигуран да је крив за убиство детета и који би био ослобођен да је Екхарт сведочио.
Дормер сазнаје да је Ели отишла код Финча. Проналази Кејина писма у Финчевом стану и схвата да Финч намерава да убије Ели. Сазнаје о Финчевој кући на језеру и упути се тамо. Када је Ели покуцала Финчу на врата а потом ушла у његову кућу Финч убрзо схвата да она иза леђа крије пиштољ па је зато брзо онесвести ударцем. Дормер је превише дезоријентисан од недостатка сна да би могао да се бори са Финчем. Ели устаје и спасава Дормера, док Финч бежи. Ели открива Дормеру да зна да је он упуцао Екхарта, на шта Дормер њој говори да више није сигуран да ли је то била само несрећа. Недуго затим из шупе Финч почне да пуца у њих пушком. Након свађе у којој Дормер хвата пушку коју држи Финч, Финч упуца Дормера из Елиног пиштоља, а истовремено Дормер пуца хицима из пиштоља и убија Финча. Ели потрчи ка тешко рањеном Дормеру и теши га говорећи му да је Екхартова смрт била случајна, а затим креће да баци метак којим је Дормер усмртио Екхарта да би сачувала његов углед  и говори му како нико не мора да сазна. Дормер је међутим спречава и саветује јој да не изгуби интегритет, пре него што умре.

## Улоге
| Глумац           | Улога               |
| ---------------- | ------------------- |
| Ал Пачино        | детектив Вил Дормер |
| Робин Вилијамс   | Волтер Финч         |
| Хилари Сванк     | Ели Бер             |
| Мора Тирни       | Рејчел Клемент      |
| Мартин Донован   | детектив Хап Екхарт |
| Ники Кат         | Фред Дагар          |
| Пол Дули         | Чарли Нибак         |
| Кристал Лоу      | Кеј Конел           |
| Џеј Бразо        | Франсис             |
| Лорн Кардинал    | Рич                 |
| Лари Холден      | Фарел               |
| Кери Сандомирски | Триш Екхарт         |
| Кетрин Изабел    | Тања Франке         |
| Џонатан Џексон   | Ренди Стец          |
| Паула Шо         | иследник            |